# 佐藤亜有子
佐藤 亜有子（さとう あゆこ、本名・平 亜有子〈たいら あゆこ〉、1969年10月19日 - 2013年1月5日）は、日本の作家。

## 人物
1969年10月19日、岩手県出身。1989年、岩手県立盛岡第一高等学校卒業後、1994年、東京大学文学部仏文科卒業。
1996年、『ボディ・レンタル』で文藝賞優秀作に選ばれ、東京大学出身である大江健三郎の後輩が書いた性愛小説として話題を呼ぶ。同作はのちの2003年に電子書籍化され、2007年の時点でも電子書籍配信サイトの文芸部門ランキング上位を維持するロングセラーとなった。以後、SM純文学小説や『東京大学殺人事件』などを書いた。1997年、『葡萄』で第117回芥川賞候補。
2008年、5年の沈黙のうち、自分と姉が父親から性的虐待を受けていたことと精神を病んでいることを描いた『花々の墓標』を上梓した。同著の版元は精神科医・斎藤学が顧問を務めている医学書中心の出版社で、彼が解説を寄せている。
2013年1月5日、アルコールを併用した急性薬物中毒のため東京都内の自邸にて死去していたことが、3ヶ月後の4月5日に明らかとなった。43歳没。遺作は『文藝』2013年夏季号掲載の短編「蜘蛛」。

## 著書
- 『ボディ・レンタル』河出書房新社 1996 のち文庫
- 『生贄』河出書房新社 1997 のち文庫
- 『首輪』河出書房新社 1998
- 『東京大學殺人事件』河出書房新社 1999 のち文庫
- 『アンジュ』角川書店 2000
- 『タブー』河出書房新社 2000
- 『抱いて、そしてそのまま殺して』河出書房新社 2003
- 『媚薬』河出書房新社 2003
- 『花々の墓標』IFF出版部ヘルスワーク協会 2008
- 『ママン愛人』河出書房新社 2013